# Europese kampioenschappen judo 1959
De Europese kampioenschappen judo 1959 werden van 13 mei tot en met 15 mei 1959 gehouden in Wenen, Oostenrijk. 

## Resultaten
| Onderdeel | Goud            | Zilver           | Brons                                 |
| --------- | --------------- | ---------------- | ------------------------------------- |
| 1e dan    | Lionel Grossain | Jacques Le Berre | Manfred Muhl Romano Polverani         |
| 2e dan    | Marcel Nottola  | Franz Sinek      | Gerhard Alpers Pierre Brouha          |
| 3e dan    | Michel Rabut    | Gilbert Legay    | Theo Guldemont Paul Kunisch           |
| 4e dan    | Henri Courtine  | Claude Collard   | Daniel Outelet                        |
| – 68kg    | Koos Bonte      | Mladen Masztela  | Matthias Schiessleder Erich Zielke    |
| – 80kg    | Hein Essink     | Paul Kunisch     | Alfred Trader Dimitar Sijan           |
| + 80kg    | Anton Geesink   | Franz Sinek      | Enrique Aparicio Josef Novotny        |
| Open      | Anton Geesink   | Nicola Tempesta  | Jean-Pierre Dessailly Bernard Pariset |

## Medailleklassement
| Plaats | Land                           | Goud | Zilver | Brons | Totaal |
| 1      | Frankrijk                      | 4    | 3      | 2     | 9      |
| 2      | Nederland                      | 4    | 0      | 0     | 4      |
| 3      | Bondsrepubliek Duitsland       | 0    | 2      | 4     | 6      |
| 4      | Italië                         | 0    | 1      | 1     | 2      |
| 4      | Oostenrijk                     | 0    | 1      | 1     | 2      |
| 4      | Joegoslavië                    | 0    | 1      | 1     | 2      |
| 8      | België                         | 0    | 0      | 3     | 3      |
| 9      | Spanje                         | 0    | 0      | 1     | 1      |
| 9      | Tsjecho-Slowakije              | 0    | 0      | 1     | 1      |
| 9      | Duitse Democratische Republiek | 0    | 0      | 1     | 1      |
| Totaal | Totaal                         | 8    | 8      | 15    | 31     |